# Трубачи
Трубачи́ (лат. Psophia) — единственный род журавлеобразных птиц из семейства Psophiidae. В него включены всего 3 вида птиц, обитающих в бассейне реки Амазонки в Южной Америке. Своё название получили благодаря звучному голосу, издаваемому самцами и отдалённо напоминающему звуки трубы. Морфология этих птиц схожа с другими представителями журавлеобразных (журавлями, пастушками, камышницами и султанками), однако учёные не могут окончательно определиться, к какому другому семейству их отнести.
Одним из важных звеньев в эволюции трубачей являются животные, живущие в верхнем ярусе леса — паукообразные обезьяны (Atelinae), ревуны, туканы, попугаи и другие животные. Птицы летают неважно, и добывают свой корм среди лесной подстилки — там, где обезьяны и птицы роняют кусочки плодов.
У трубачей, путешествующих группами, наблюдается редкая в природе форма социальной организации — кооперативная полиандрия. В этой системе одна доминирующая самка сожительствует с несколькими доминирующими самцами, однако вся группа участвует в ухаживании за птенцами. Считается, что такая организация сложилась из-за необходимости охранять большую территорию во время бедного на пропитание сухого сезона — сожительство помогает уберечь потомство от многочисленных хищников.

## Описание
Трубачи по размеру сопоставимы с домашними курами, их длина составляет 43—53 см, а вес около килограмма. Голова относительно небольшая, шея длинная. Клюв короткий, острый, сильный, с загнутым вниз коньком. Спина заметно сгорбленная, хвост короткий. Птицы выглядят несколько толстыми и неуклюжими, но на самом деле тело довольно стройное и прикрыто слегка закруглёнными крыльями. Ноги длинные, приспособленные для быстрого бега. Как у журавлей и пастушков, у трубачей на ногах имеется высокий задний палец.
Оперение у всех трёх видов в основном тёмное, особо заметные отличия между ними наблюдаются с внутренней стороны крыльев: у сероспинного трубача (Psophia crepitans) они серые, у зеленокрылого трубача (Psophia viridis) ярко-зелёные, а у белокрылого трубача (Psophia leucoptera) контрастно белые. Вылупившиеся птенцы покрыты камуфляжным буро-чёрным полосатым пухом, что помогает им спрятаться от хищников среди лесной подстилки. Взрослое оперение появляется у птенцов примерно через шесть недель.

## Распространение
Живут трубачи в Южной Америке, их можно увидеть в Венесуэле, Колумбии, Эквадоре, Гайане, Перу, Боливии и Бразилии. Сероспинный трубач селится к северу от Амазонки, белокрылый трубач к югу Амазонки и к западу от Мадейры, зеленокрылый трубач к югу от Амазонки и к востоку от Мадейры.
Обитают во влажных тропических лесах, при этом предпочитают места с относительно открытым пространством нижнего яруса, где они могут легче добыть себе пропитание и уберечься от хищников.

## Образ жизни
В поисках еды трубачи собираются в группы по 3—12 птиц. Они бродят по земле и ворошат листья в поисках насекомых и упавших плодов растений. В засушливый сезон такая территория бывает достаточно большая, и иногда на ней могут встретиться две соперничающие группы. Заметив незванных гостей, вся группа без шума быстро бежит в их сторону. При подходе они издают громкий характерный территориальный крик, и, прыгая, кидаются на них, при этом широко хлопая крыльями и крича. Бой продолжается до тех пор, пока нарушители не покинут территорию.
У них сильно развита иерархия подчинения — демонстрируя свою зависимость, птица приседает и расправляет крылья перед доминантом, в ответ тот может слегка передёрнуть своими крыльями. Трубачи любят кормить других членов своей группы; доминирующая птица специальным призывом может потребовать себе еды. Иногда трубачи могут устроить между собой мнимую драку, хлопая друг перед другом крыльями и имитируя выпады. Если трубач один, в качестве мнимого соперника может выступать камень либо листва.
Ночуют трубачи на ветвях деревьев, в 9 м над землёй. Охрана территории не прекращается даже ночью, через определённые промежутки времени раздаётся территориальный клич.
Питаются эти птицы в основном плодами, предпочитая сочные фрукты без толстой кожуры. Большинство поедаемых плодов либо растут на растениях нижнего яруса, либо роняются сверху обезьянами и другими животными. Кроме растительной пищи, они также поедают жуков, муравьёв, термитов и других насекомых, их яйца и личинки.

## Воспроизводство
Особый интерес учёных вызывает редкая форма системы репродуктивной связи трубачей — кооперативная полиандрия, в которой доминирующая самка сожительствует с несколькими доминирующими самцами, при этом вся группа ухаживает за потомством.
Ухаживание начинается до начала сезона дождей. За два месяца до кладки яиц пара трубачей начинает искать место для будущего гнезда. Гнёзда обычно строятся либо в развилке дерева, либо в широком дупле высоко над землёй. На дно гнезда складываются веточки, найденные неподалёку. В это время доминирующий самец выполняет ритуальное кормление доминирующей самки. С началом сезона размножения самец начинает конкурировать с другими самцами группы за право обладать самкой. Выбрав самца, самка демонстрирует ему свою заднюю часть, прося его о совокуплении.
В среднем, самка откладывает три грязно-белых яйца. Насиживают в основном доминирующие самец и самка, остальные самцы время от времени помогают им в этом. Инкубационный период длится 27 дней. Появившиеся птенцы первое время полностью зависят от родителей, и в этом они значительно отличаются от журавлей и пастушков, у которых потомство всегда выводкого типа.